# Alejo Carpentier
Alejo Carpentier y Valmont (Lausana, 26 de diciembre de 1904-París, 24 de abril de 1980) fue un escritor cubano y francés que influyó notablemente en la literatura latinoamericana durante su período de auge. La crítica lo consideró uno de los escritores fundamentales del siglo XX en lengua española, y uno de los artífices de la renovación literaria latinoaméricana, en particular a través de un estilo que incorpora varias dimensiones y aspectos de la imaginación para recrear la realidad, elementos que contribuyeron a su formación y uso de «lo real maravilloso».
También ejerció las profesiones de periodista, durante gran parte de su vida; y musicólogo, con investigaciones musicales y organizaciones de conciertos, entre otras actividades; sin embargo, alcanzó la fama debido a su actividad literaria.

## Biografía
Por mucho tiempo se creyó que había nacido en La Habana, donde su familia se mudó poco después de su nacimiento, pero su partida de nacimiento fue encontrada en Suiza años después de su muerte y demostró que nació en Lausana, Suiza. Su padre fue el arquitecto francés Georges Julien Álvarez Carpentier y su madre Catherine "Lina" Valmont or Blagoobrasoff, profesora de idiomas de origen ruso. Su infancia estuvo marcada por un profundo «mestizaje cultural».
La familia se mudó a La Habana porque el padre tenía interés por la cultura hispánica y ansias de habitar en un país joven que le permitiera escapar de la decadencia europea. Así, Carpentier creció en trato cercano con campesinos cubanos blancos y negros, «hombres mal nutridos, cargados de miseria, mujeres envejecidas prematuramente; niños mal alimentados, cubiertos de enfermedades». Una realidad que posteriormente plasmaría en sus obras.
Su infancia coincidió con los primeros años de la República Independiente, un periodo en el cual las escuelas se centraban en el pasado colonial español, debido a la carencia de materiales actualizados: «De acuerdo con los libros que estaban vigentes y se usaban en la España de finales del siglo XIX».
A la edad de once años se trasladó con sus padres a una finca en Loma de Tierra, del reparto El Cotorro, cerca de La Habana. De los once a los diecisiete años sus padres se encargaron de su educación. Él le enseñaba literatura y ella música, lo que fue de gran influencia en el joven y por la que sintió inclinación desde esa época. Por esos años, su padre los abandonó y él abandonó sus estudios y empezó a trabajar para ayudar a su madre.
Al fin de su educación primaria en Cuba, fue a París para completar parte de sus estudios secundarios en el liceo Janson de Sailly donde, tomando cursos de teoría de la música, llegó a ser en sus propias palabras «un pianista aceptable». En 1917 ingresó en el Instituto de Segunda Enseñanza de La Habana para continuar sus estudios en teoría musical. En 1920 consiguió entrar en la escuela de arquitectura de esa misma ciudad, aunque posteriormente la abandonaría.
A principios de los años veinte empezó a implicarse en política, especialmente en la «abortada revolución de Veteranos y Patriotas» en 1923. Aunque los grupos a los que se afiliaba no fueran específicamente partidistas, sino más bien unidos por el arte, estos no carecían de objetivos políticos y desarrollaron una labor de lucha contra la dictadura de Gerardo Machado (ascendido en 1925) y contra el capitalismo estadounidense.

### Vida en Cuba
En 1921 empezó su carrera de periodista, profesión a la que se dedicaría prácticamente el resto de su vida. En la sección «Obras famosas» del diario habanero La Discusión publicó sus primeros trabajos literarios, básicamente resúmenes de obras conocidas. Ese mismo año abandonó definitivamente la carrera universitaria y viajó de nuevo a Francia. Al regresar dos años después, redactó artículos de crítica musical y teatral en La Discusión y El Heraldo de Cuba. Su situación económica se estabilizó en estos años, llegando a ser jefe de redacción de la revista comercial Hispania.  Escribió una historia sobre los zapatos para la Unión de Fabricantes de Calzados y colaboró en la sección de moda de la revista Social bajo el seudónimo «Jacqueline».
En 1923 formó parte de la Protesta de los Trece junto al Grupo Minorista, del que fue fundador y, aunque descrito por sus miembros como intelectual y apolítico, participó activamente en la oposición al presidente Alfredo Zayas. Esta asociación se integró posteriormente en la «Falange de Acción Cubana», que organizó el fracasado movimiento insurreccional de la «Asociación de Veteranos y Patriotas».
Entre 1924 y 1928, Carpentier ocupó el puesto redactor en la revista Carteles. En 1926 asistió a un congreso de periodistas en México invitado por el gobierno de ese país y durante el cual conoció a Diego Rivera, con quien mantendría una larga amistad. Este periodo fue muy importante en la formación de su personalidad artística; llegó a conocer todos los barrios de La Habana y descubrir la arquitectura colonial y el ambiente de La Habana Vieja, elementos en que se ambientarán después muchos de sus ensayos y novelas. Sus obras y afirmaciones de entre los años 1920 y 1928 muestran que se implicó decididamente en el vanguardismo cubano, trabando amistad con sus figuras principales. Carpentier también amplió sus conocimientos musicales escuchando al compositor Amadeo Roldán.
En 1927, se adhirió al Manifesto Minorista, firma por la cual sería encarcelado durante siete meses bajo acusaciones de profesar ideas comunistas. Durante ese tiempo en prisión redactó la primera versión de su novela Ecué-Yamba-Ó!. Ya en libertad condicional, en marzo de 1928 acudió a un congreso de periodistas en La Habana en donde conoció al poeta francés Robert Desnos quien le ayudó a huir del régimen machadista, entregándole su pasaporte y sus acreditaciones y ayudándole a embarcarse en un buque con dirección a Francia.

### Vida en Francia
Carpentier residió en Francia desde 1928 hasta 1939. El tiempo que pasó en ese país enriqueció su mundo y lo introdujo a nuevas técnicas literarias y funciones expresivas. Su llegada se produjo durante el bum del movimiento surrealista, cuyos miembros lo recibieron con los brazos abiertos. En Francia establece una gran amistad con los escritores Arturo Uslar Pietri y Miguel Ángel Asturias, de cuyas discusiones surge una nueva sensibilidad de la literatura latinoamericana, que luego se denominaría realismo mágico, término acuñado por Uslar Pietri, luego de leer en los años 1920 un artículo de Franz Roh, aplicado a la pintura neoexpresionista alemana, y que luego, el propio Carpentier, en el prólogo a El reino de este mundo (1949) denominaría «lo real maravilloso americano».
Se estableció en Valence y colaboró en diversas revistas locales y cubanas con poemas y artículos sobre música. Se unió a los círculos musicales de la ciudad, colaborando con el compositor francés Darius Milhaud, el brasileño Heitor Villa-Lobos y el cubano Alejandro García Caturla. Este grupo produjo una variedad de poemas, libretos y textos, como Poèmes des Antilles, nuevos cantos sobre textos de Alejo Carpentier con música de M.F. Gaillard. Carpentier también escribió la serie de artículos Ensayos convergentes en 1928.
Con el apoyo de Desnos, Carpentier empezó a formar parte del movimiento surrealista que iba a influir en sus obras considerablemente. Sus dos primeros cuentos cortos, «El estudiante» y «El milagro del ascensor» siguen el estilo surrealista. Aunque sus obras más famosas fueron escritas en español, Carpentier también era capaz de escribir en francés. Por ejemplo, escribió el cuento «Histoire de Lunes» en francés y, dependiendo de su público, daba entrevistas en francés o en español. Carpentier colaboró en la Révolution surréaliste y conoció a los poetas Louis Aragon, Tristan Tzara, Paul Eluard, y a los pintores Giorgio de Chirico, Yves Tanguy y Pablo Picasso.
En 1933 terminó su primera novela ¡Ecué-Yamba-Ó! y salió de Francia por poco tiempo para Madrid. Aprovechó la ocasión para visitar Toledo, ciudad a la que regresó al año siguiente, cuando fue invitado por Federico García Lorca al estreno de Yerma en Madrid. Desde París escribió una serie de artículos sobre la realidad española donde Toledo se convierte en su referente artístico castellano. Su entusiasmo por el arte barroco, origen del concepto de «lo real maravilloso» sitúa al Transparente de la catedral toledana en su principal foco de atracción, que dejará huella en obras suyas como El Siglo de las luces (novela) o Concierto barroco. El mismo entusiasmo sentirá por la belleza natural de Cuenca («una réplica perfecta del Gran Cañón del Colorado»), ciudad que visitó en la primavera de 1935 de la mano de su amigo, el pintor Wilfredo Lam, con quien compartió una trayectoria artística y política común.
En 1936, después de la caída del régimen de Machado, hizo un viaje a Cuba. Regresó a París y no volvió a España hasta después de estallar la guerra civil española. En el verano de 1937, Carpentier formó parte de la delegación cubana asistente al II Congreso Internacional de Escritores para la Defensa de la Cultura. El impacto social de la Guerra Civil le llevó a escribir cuatro apasionadas crónicas tituladas «España bajo las bombas», donde mostró su emoción ante los campos de batalla de Guadalajara y ante el coraje del pueblo conquense de Minglanilla.
Carpentier pasó mucho de su tiempo en Francia, entre los años 1932-1939, trabajando en la radiodifusión francesa con efectos de sonidos y sincronización musical. Llegó a ser director de los Estudios Foniric donde dirigió la producción de programas de radio con las técnicas más modernas. Dirigió las grabaciones de poemas de Walt Whitman, Edgar Allan Poe, Langston Hughes, Louis Aragon y otros.
El tiempo transcurrido en ese país contribuyó a formar su identidad como escritor; según sus propias palabras: le «enseñó a ver texturas, aspectos de la vida americana que no había advertido [...] Comprend[ió] que detrás de ese nativismo había algo más; lo que llam[ó] los contextos: contexto telúrico y contexto épico político: el que halle la relación entre ambos escribirá la novela americana». Al final de su tiempo en Francia, Carpentier confesó sentir «ardientemente el deseo de expresar el mundo americano». «América se [le] presentaba como una enorme nebulosa, que [él] trataba de entender, porque tenía la oscura intuición de que [su] obra se iba a desarrollar aquí, que iba a ser profundamente americana».

### Viaje a Haití y México
En 1943 viajó a Haití con su esposa Lilia Esteban y con el director teatral Louis Jouvet; fue un viaje de descubrimiento del mundo americano, de lo que llamó "lo real maravilloso". Producto de esta experiencia es la obra El reino de este mundo publicada en México en 1949. Después de su viaje a México en 1944 realizó importantes investigaciones musicales. En México publicó "La música en Cuba" (1945).

### Vida en Venezuela
Vivió autoexiliado en Caracas entre 1945-1959. Algunos críticos consideran esta etapa como la «más fecunda de su vida» donde plasma lo aprendido durante sus peripecias previas como estudioso, periodista, crítico musical y editor de cuentos. En marzo de 1948 terminó de escribir El reino de este mundo la cual sería publicada en México en la primavera de 1949. Esta obra representa la primera vez en más de 15 años que concluyó una novela. Müller-Bergh comparó El reino de este mundo con su ópera prima, ¡Ecué-Yamba-Ó!, y en su opinión se aprecia una notable madurez en la selección de los materiales narrativos y una mejora estilística.
También en Caracas compuso íntegramente otras tres de sus grandes novelas: Los pasos perdidos, 1952, inspirada en la geografía venezolana; El acoso, 1956; y El siglo de las luces, terminada en 1958 pero publicada cuatro años después. Además aprovechó la estancia en ese país para conocer mejor la naturaleza del continente americano. En 1947 viajó al interior del país, atravesando zonas deshabitadas hasta Ciudad Bolívar. A lo largo del trayecto llega a San Carlos de Río Negro, donde conoció algunas tribus originarias americanas. Como Carpentier contaría más tarde, este viaje fue el momento en cual «surgió en [él] la primera idea de Los pasos perdidos. América es el único continente donde distintas edades coexisten». Con este libro ganó el premio de la crítica parisina al mejor libro extranjero.
La novela corta El acoso, publicada en 1956, presenta un episodio sangriento entre bandas de terroristas enemigas, inspirado por los acontecimientos de la época de desórdenes que siguió la caída del dictador Machado. El siglo de las luces fue inspirada en parte por un viaje que Carpentier hizo al Golfo de Santa Fe en la costa venezolana. Carpentier explicó que aunque la novela fue terminada en 1958, no se publicó hasta 1962 porque «necesitaba retoques y el cambio que se observaba en la vida y en la sociedad cubanas me resultó demasiado apasionante para que pudiera pensar en otra cosa». Carpentier cuenta que «el triunfo de la Revolución cubana me hizo pensar que había estado ausente de mi país demasiado tiempo». Hizo planes para regresar definitivamente a Cuba y vendió los derechos cinematográficos de Los pasos perdidos a un consorcio internacional.
Durante su estancia en Venezuela, Carpentier también escribió la mayoría de sus cuentos, y algunos críticos arguyen que es muy posible que sus cuentos escritos en otros lugares, como «Los advertidos» y «El derecho de asilo», tienen como fuentes temas, anécdotas y personajes venezolanos.
Carpentier también realizó una gran producción periodística en Venezuela, publicando cerca de dos mil artículos y crónicas sobre temas literarios y musicales en su columna «Letra y solfa» en el diario «El Nacional» entre 1950 y 1959. Además, Carpentier publicó muchos otros artículos, ensayos y reportajes para el mismo diario, y para otras publicaciones venezolanas, cubanas, y de otros países. Carpentier también enseñó literatura en la Universidad Central de Venezuela y trabajó para la agencia de publicidad ARS de Caracas junto a intelectuales de la talla de Arturo Uslar Pietri.

### Literatura y vida después deEl reino de este mundo
Carpentier regresó a Cuba en 1959 donde volvió a residir en la capital. En 1962, llegó a ser el director ejecutivo de la Editorial Nacional de Cuba, órgano del gobierno revolucionario que organizó las exigencias editoriales del Ministerio de Educación, Consejo Nacional de Universidades (La Habana, Las Villas y Oriente), las ediciones de la Academia de Ciencias de Cuba, Editorial Juvenil, y el Consejo Nacional de Cultura, grupo que incluye la Unión de Escritores y Artistas de Cuba (UNEAC), el Archivo Nacional, la Biblioteca Nacional, la Organización de las Naciones Unidas para la Educación, la Ciencia y la Cultura (Unesco), el Instituto de Artes Cinematográficas Cubanas (ICAIC) y la Casa de las Américas. Carpentier también fue el vicepresidente del UNEA, hizo crítica literaria en la Gaceta de Cuba y colaboró en publicaciones extranjeras como Sur, Ínsula y Les Langues Modernes.
El siglo de las luces fue publicado en México en 1962. Carpentier fue designado ministro consejero de la Embajada de Cuba en París. Publicó en París Literatura y conciencia política en América Latina que incluye los ensayos de Tientos y diferencias con excepción de La ciudad de las columnas.
Carpentier también dirigió un programa cultural de Radio Habana en 1964, «La cultura en Cuba y el mundo», en el cual los temas principales eran la novela y la música en América Latina. Al final de 1964, publicó la colección de ensayos Tientos y diferencias en México. En 1965, Carpentier terminó el libro El año 59, la acción del libro se desarrolla en La Habana y está inspirada en la Revolución cubana. También escribió una obra teatral titulada La aprendiz de bruja  (1956)
En 1972 se editan en Barcelona El derecho de asilo, Concierto barroco y El recurso del método. Además, recibió un extenso homenaje en Cuba por su septuagésimo aniversario. Tres años después la Universidad de La Habana le concedió el título de Doctor Honoris Causa en Lengua y Literatura Hispánicas. y recibió el premio internacional Alfonso Reyes. Se le confirió el Premio Mundial «Cino del Duca», cuya dotación donó al Partido Comunista de Cuba.
En 1976, le fue conferida la más alta distinción del Consejo Directivo de la Sociedad de Estudios Españoles e Hispanoamericanos de la Universidad de Kansas, el título de Honorary Fellow. Es electo diputado a la Asamblea Nacional del Poder Popular de Cuba. En 1978 la más alta distinción literaria de España, el Premio Miguel de Cervantes, fue recibida por Carpentier de las manos del rey Juan Carlos I. Donó al Partido Comunista la retribución material del premio.
La Editorial Siglo XXI publicó La consagración de la primavera en 1979. El arpa y la sombra fue editada en México, España y Argentina. Recibió el Premio Médicis Extranjero por El arpa y la sombra, el más alto reconocimiento francés para escritores extranjeros.
Falleció en París el 24 de abril de 1980, mientras desempeñaba funciones diplomáticas. Sus restos fueron repatriados e inhumados en el cementerio Colón, principal necrópolis de La Habana.

## Estilo y temas
Carpentier era conocido como uno de los primeros que introdujo el término de «lo real maravilloso» y el neobarroco en América Latina.
Carpentier, ampliamente conocido por el estilo barroco de sus escritos y su teoría de «lo real maravilloso», tuvo entre sus obras más famosas ¡Écue-Yamba-O!, Alabado sea el Señor (1933) sobre el folclore y mitología afrocubanos, El reino de este mundo (1949) y Los pasos perdidos (1953). 
En ¡Écue-Yamba-O!, tuvo una perspectiva más hacia la etnología. En esa obra, se presenta el tema de la cultura afrocubana. Se critica la política de la dependencia de Cuba bajo los Estados Unidos, y las fotos en el libro hacen que la obra se vea como antropológica y no pura ficción. Hay algunas teorías que afirman que la colección de imágenes (no de humanos) reflejan la influencia surrealista en Carpentier así como una vista de la cultura. En el prólogo de El reino de este mundo, una novela sobre la revolución haitiana, describió su visión de «lo real maravilloso» o lo maravilloso real, que algunos críticos interpretan como sinónimo del realismo mágico, aunque otros disienten a este respecto, contrastándolo con consideraciones de escritores como Miguel Ángel Asturias o Gabriel García Márquez. 
Como la música era muy importante para Carpentier, tiene sentido que la haya utilizado en sus libros. Por ejemplo, para dar ritmo y musicalidad al texto de El reino de este mundo, enfocado en lo afrocubano, Carpentier utiliza el idioma creole. Encontramos este recurso cerca de dos escenas muy importantes en el libro.
Aunque los escritos de Carpentier no sean biográficos, se puede observar claramente en sus obras las influencias de los eventos de su vida. Además se pueden intuir sus puntos de vista y opiniones a través de sus personajes y argumentos.
En Los pasos perdidos, el protagonista nos lleva en un viaje por la selva, un adentramiento iniciático cuya meta es encontrar el origen de la música en viejos instrumentos y formas de habla. En la selva escuchamos todos los sonidos de la naturaleza a medida que el personaje se integra paulatinamente a este mundo, y se relaciona con los habitantes, aunque finalmente esta integración resulta bastante superficial. 
Muchos de los temas en las obras de Carpentier se ubican alrededor del mestizaje cultural, lo que es un aspecto esencial en su representación del ser latinoamericano. En sus obras tempranas, Carpentier escribió mucho sobre los negros y la experiencia del hombre en relación con el cosmos. Tuvo un gran interés en la cultura y la música afrocubanas, lo que se advierte con claridad en sus obras. Incluso en su cuento Histoire de Lunes, que fue escrito en francés, aparece el tema de la cultura afrocubana. El hombre blanco, aunque aparece en las obras de Carpentier con poca frecuencia, representa cuatro instituciones opresivas en América Latina: la cárcel, la iglesia, la esclavitud y el imperialismo extranjero. A través de este estilo se explican los ritmos africanos en la poesía de Carpentier.
El viaje también es muy importante en las obras de Carpentier. En todas sus obras existen personajes que realizan un viaje o están en movimiento, lo que quizás es resultado de la vida viajera de Carpentier.

## Alejo Carpentier y «lo real maravilloso»
La idea de lo real maravilloso fue introducida en un artículo publicado en el periódico El Nacional en 1948. Al año siguiente apareció en la introducción de El reino de este mundo. Todavía hay desacuerdos entre quienes estudian literatura sobre cuál es exactamente la diferencia entre lo real maravilloso y el realismo mágico, si es que hay alguna diferencia.
Carpentier describió lo real maravilloso en su introducción: «Pisaba yo una tierra donde millares de hombres ansiosos de libertad creyeron en los poderes licantrópicos de Mackandal, a punto de que esa de colectiva produjera un milagro el día de su ejecución... A cada paso hallaba lo real maravilloso». Al fin de la introducción Carpentier planteó una pregunta a los futuros lectores: «¿Pero qué es la historia de América toda sino una crónica de lo real-maravilloso?». Así aisló su concepto a algo exclusivamente latinoamericano y no nacional. En El reino de este mundo, lo real maravilloso forma una perspectiva más de la historia; no es necesariamente una ficción.
El «realismo mágico» es un término acuñado por el crítico de arte alemán Franz Roh en su ensayo de 1925 Postexpresionismo: los problemas de la nueva pintura europea, publicado en la Revista de Occidente de Ortega y Gasset y tras un cierto debate aplicado a las producciones de literarias hispanoamericanas. (El reino de este mundo fue publicado por primera vez en 1949). Juan Barroso VIII definió así al realismo mágico: «…La combinación de temas que reflejan la realidad dentro de una exactitud y hondura detallística con técnicas que aunque rompen con las leyes dentro de la unidad total de la obra».

## Legado
Las obras de Carpentier han tenido un impacto en el mundo literario y cultural. Aunque muchas de sus obras han añadido a su estatura, la recepción crítica de su obra nos dice que el género de la literatura latinoamericana ha sido ampliado. Carpentier intenta cambiar el enfoque de la experiencia latinoamericana con nuevas perspectivas, e incluye su propia experiencia de su fondo cultural complejo.
Se dice que Carpentier ofrece una nueva perspectiva en el pasado colonial de América Latina.
El mundo novelístico de Carpentier ha creado un universo en el cual «los mismos problemas se repiten con insistencia, siempre dentro de distintas situaciones, siempre en tiempos diferentes, siempre en escenarios mudables». Sus obras han creado el concepto del hombre que es siempre lo mismo para el novelista y el tiempo es una mera ilusión en un universo en el cual los hombres viven en un tiempo sin tiempo. Los personajes que Carpentier crea son «personajes de hoy pero también de ayer y seguramente de mañana» que participan en revoluciones de ayer que también podrían ser las revoluciones de mañana, y en sus obras podemos ver la presentación de temas históricos y personales más variados a través de la superposición de planos en lo individual y en lo social. Esta visión del tiempo y la historia es una de las influencias más claves que Carpentier ha tenido sobre la literatura latinoamericana. La descripción de la cultura de Occidente es también una de las características predominantes en la obra del autor que ha influido en la escritura después de sus publicaciones. Su influencia es evidente en autores de toda América, como el chileno José Donoso y su novela El obsceno pájaro de la noche, el mexicano Fernando Del Paso y su novela Noticias del Imperio, el colombiano Germán Espinosa y La tejedora de coronas, así como en los novelistas cubanos contemporáneos Leonardo Padura y su La novela de mi vida y Fernando Velázquez Medina en su obra Última rumba en La Habana.
- Anualmente se celebra el Premio de Novela, Cuento y Ensayo Alejo Carpentier. El premio se instituyó en 1999, y su acto de premiación formó parte del Programa General de la IX Feria Internacional del Libro de La Habana. El anuncio público de los galardonados siempre tiene lugar el 26 de diciembre, fecha en que se celebra el natalicio del insigne escritor cubano.

## Obras

### Novelas
- ¡Écue-Yamba-O! (1933)
- El reino de este mundo (1949)
- Los pasos perdidos (1953)
- El acoso (1956)
- El siglo de las luces (1962)
- Concierto barroco (1974)
- El recurso del método (1974)
- La consagración de la primavera (1978)
- El arpa y la sombra (1979)

### Cuentos
- El sacrificio (1923)
- Histoire de lunes (1933, en francés)
- Viaje a la semilla (1944)
- Oficio de tinieblas (1944)
- Los fugitivos (1946)
- Guerra del tiempo. Tres relatos y una novela (1958): Viaje a la semilla, Semejante a la noche, El camino de Santiago y El acoso, en la primera edición. En posteriores ediciones se le agregan dos relatos más: Los fugitivos y Los advertidos.
- Cuentos (1976): El camino de Santiago, Los advertidos, Semejante a la Noche, Viaje a la semilla, Los fugitivos, Oficio de tinieblas y El derecho de asilo.

### Ensayos
- La música en Cuba (1946)
- Tristán e Isolda en tierra firme (1949)
- Tientos y diferencias (1964)
- Literatura y conciencia en América Latina (1969)
- La ciudad de las columnas (1970)
- América Latina en su música (1975)
- Letra y solfa (1975)
- Razón de ser (1976)
- Afirmación literaria americanista (1979)
- Bajo el signo de Cibeles. Crónicas sobre España y los españoles (1979)
- El adjetivo y sus arrugas (1980)
- El músico que llevo dentro (1980)
- La novela latinoamericana en vísperas de un nuevo siglo y otros ensayos (1981)
- Conferencias (1987)

### Libreto de ópera
- Manita en el suelo, música de Alejandro García Caturla.

### Música
Aunque Carpentier fue primordialmente conocido como autor, es también musicólogo. La música era un elemento muy presente en su familia; su abuela era pianista, su madre tocaba el piano y su padre fue violonchelista. Carpentier estudió teoría musical en el Liceo Jason de Sailly de París y en el Instituto de Segunda Enseñanza de La Habana; era pianista. Durante su tiempo en Francia, Carpentier entró en los círculos musicales parisienses y colaboró con bastantes compositores, resultando en la producción de poemas, libretos y textos de varias obras musicales:
- Yamba-Ó, tragedia burlesca, música de M.F. Gaillard, estrenada en el Théâtre Beriza, París, 1928.
- Poèmes des Antilles, neuf chants sur les texts de Alejo Carpentier, música de M.F. Gaillard, Edition Martine, París, 1929.
- Blue, Poema, música de M.F. Gaillard, Edition Martine, París.
- La Passion Noire, cantata para diez solistas, coro mixto y altoparlantes, música de M.F. Gaillard, estrenada en París, julio de 1932.
- Dos poemas afrocubanos, Mari-Sabel y Juego Santo, para voz y piano, música de A.G. Caturla, Edition Maurice Senart, París, 1929.

### Filmografía
- El recurso del método, dirección de Miguel Littín, México, Cuba, Francia, 1978, adaptación de su novela homónima (1974).
- El siglo de las luces (película), dirección de Humberto Solás, Cuba, 1992. Adaptación de su novela homónima (1962).
- Cortázar: Apuntes para un documental, dirección de Eduardo Montes Bradley, Argentina, 2001 (Participación testimonial).

## Premios
- En 1956 gana el Prix du Meilleur Livre Etranger por su novela Los pasos perdidos (Francia)
- En 1975 recibe un Doctorado Honoris Causa por la Universidad de La Habana (Cuba)
- En 1975 recibe el Premio Internacional Alfonso Reyes (México)
- Es hecho Miembro Honorario de la University of Kansas (Estados Unidos)
- Recibe el Premio Mundial Cino Del Duca (Francia)
- En 1977 recibe el Premio Cervantes (España)
- En 1979 recibe el Premio Medicis Extranjero (Francia)

| Predecesor: Jorge Guillén | Premio Miguel de Cervantes 1977 | Sucesor: Dámaso Alonso |